# Vlag van Požega-Slavonië

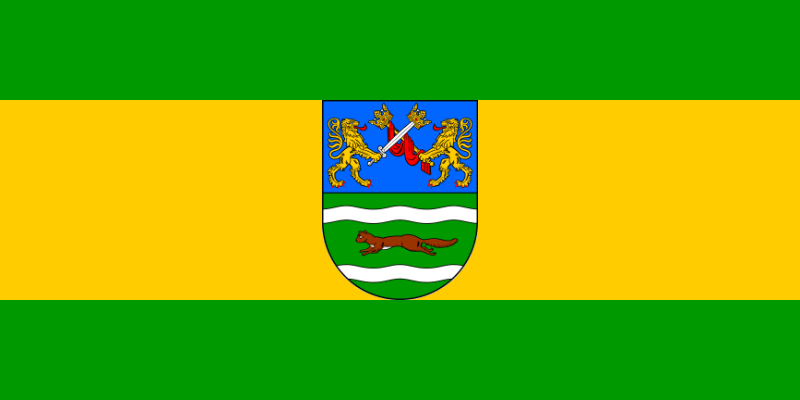
Vlag van Požega-Slavonië (ratio 1:2)

De vlag van Požega-Slavonië heeft drie horizontale banen groen, geel en groen in de verhouding 1:2:1, met het provinciewapen in het midden. De vlag werd aangenomen in 5 juli 1994. Het wapen is nagenoeg gelijk aan het wapen van het Oostenrijks-Hongaarse comitaat Požega. Het wapen is doorsneden met boven op blauw twee elkaar aankijkende gele leeuwen; de rechter houdt een zwaard met kroon, de linker een met een rood lint omklede scepter met kroon. De leeuwen zijn ontleend aan het wapen van Petrus Keglević van Buzin, eerste ban van Kroatië en Slavonië (van 1537-1542). Het onderste deel is een modificatie van het wapen van Slavonië. Het wapen werd in 1748 aan het comitaat verleend door keizerin Maria Theresia.